# Senkō
Senkou là đĩa đơn thứ hai của Van Tomiko, phát hành ngày 27-9-2006, đạt vị trí #14 ở bảng xếp hạng Oricon & bán được tất cả 13.860 bản.

## Các phần trong CD
1. Senkou (閃光; Light Flash)
2. Mosaic
3. Senkou -instrumental- (閃光; Light Flash)
4. Mosaic -instrumental-

## Các phần trong DVD
1. Senkou (閃光; Light Flash) (PV)

## Catalog
- AVCD-31043/B (CD+DVD)
- AVCD-31044 (CD Only)

## Giá bán
- ¥1.890 (CD+DVD)
- ¥1.050 (CD riêng)

## Thông tin
Lời
Van Tomiko
Nhạc
Kintano Masato
Hòa thanhHirade Satoru